# Sigurd Agrell

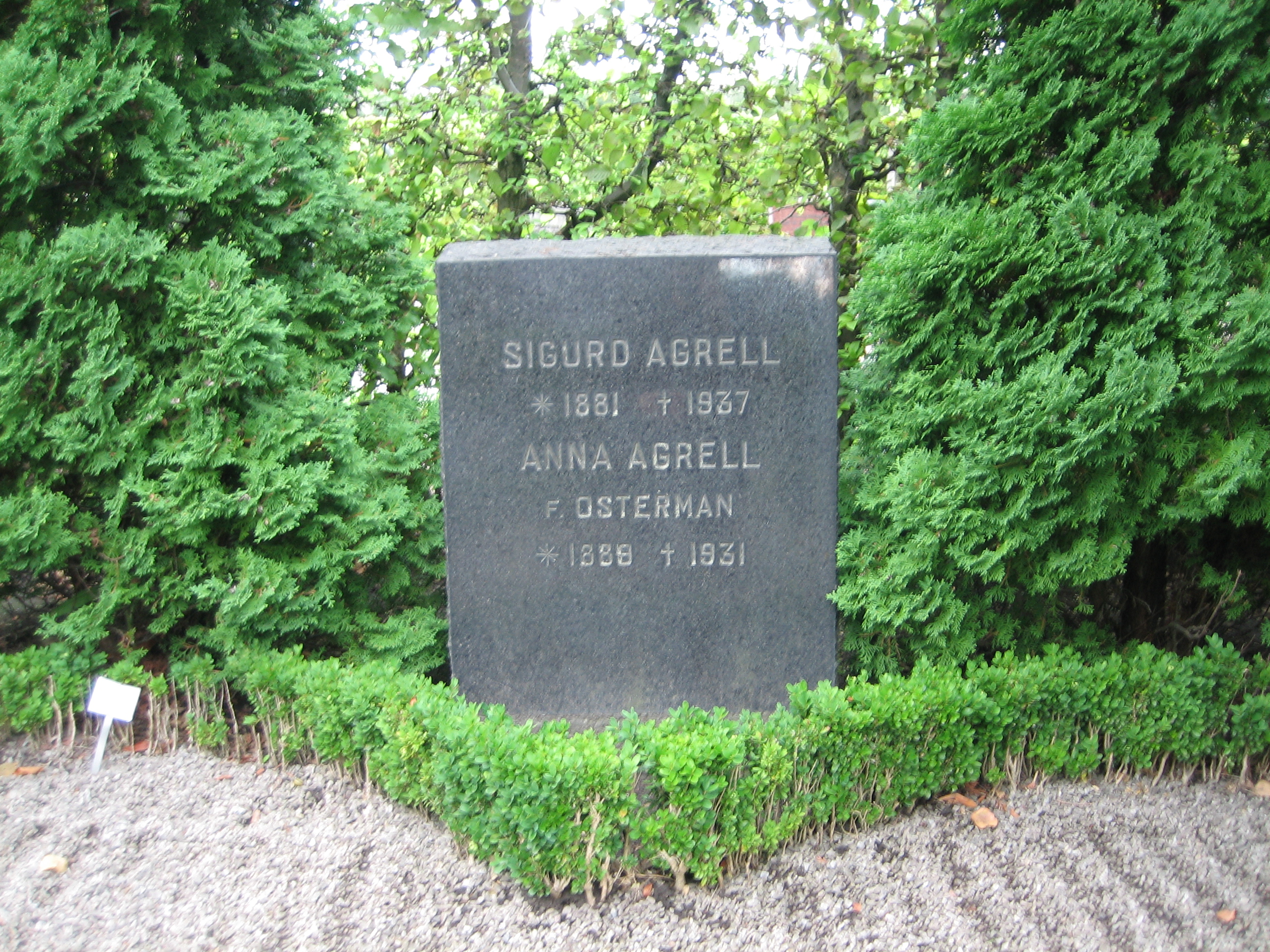
Sigurd Agrells grav på Norra kyrkogården i Lund.

Per Sigurd Agrell, född 16 januari 1881 på Rämmens bruk i Värmland, död 19 april 1937 i Lund, var en svensk poet, runolog och professor i slaviska språk.

## Biografi
Sigurd Agrells föräldrar var bruksägaren Frans Vilhelm Agrell och Ida Vendela Örtenholm. Efter mogenhetsexamen vid Norrmalms latinläroverk 1898 inskrevs han vid Uppsala universitet, men efter att ha blivit fil.lic. där 1907 fortsatte han sina studier vid Lunds universitet. Han disputerade 1908 och blev filosofie doktor 1909, varpå han fick en docentur vid samma universitet.
År 1921 blev han professor i slaviska språk vid Lunds universitet, efter att ha varit lärare där sedan 1908. Agrell översatte flera böcker, bland annat Ivan Bunins noveller, slaviska sagor och Tolstojs Anna Karenina. Agrell arbetade vid sidan om sina slaviska studier frenetiskt med runologiska problem och utgav en mängd arbeten i ämnet. 
Agrell började sin poetiska karriär som 16-årig gymnasist i Örebro med översättningar och egna dikter i Lingvo internacia, en tidskrift på esperanto som börjat utkomma 1895 i Uppsala. Som student vid Uppsala universitet var Agrell medlem i det litterära studentkotteriet Les quatre diables, dit också Sven Lidman, John Landquist och Harald Brising hörde. Hans poesi är symbolistisk och formsäker, men med den moderna fria versens inträngande i svensk poesi tystnade Agrell efterhand som poet. Samtidigt gled hans fokus allt mer över på filologiska spörsmål och även runologi.
I Lund blev han känd som en excentrisk figur fylld av galna upptåg och infall. Mytbildningen kring honom var, och är fortfarande, omfattande. Han figurerar ofta i andras biografier och memoarer, såsom Sven Lidmans, Bertil Malmbergs, Tage Erlanders, Anders Österlings och Sigfrid Siwertz'. Österling kännetecknar sålunda Agrell med bland annat dessa ord i Minnets vägar (1967): 
"Av de många sällsamma fåglar som uppenbarat sig i Lund var ju Sigurd Agrell en av de sällsammaste. Den lärde slavisten och poeten hade ett oemotståndligt behov av att figurera. Det fanns hos honom ett fantasiöverskott, som tog de bisarraste uttryck, ett halvt barnsligt och halvt intellektuellt överdåd i repliker och attityder."
Agrell är för eftervärlden kanske mest känd för sina runologiska arbeten och teorier, bland annat uthark-teorin. Han fokuserade på runmagi och talmystik (gematri). För det sistnämnda utsattes han i tidningen Lundagård för grym parodi av fysikern och skämtaren John Tandberg. 
Sigurd Agrell var gift med gymnastikdirektören Anna Elvira Osterman som var dotter till en kustsergeant. Han var far till militärpsykologen Jan Agrell och zoofysiologen Ivar Agrell samt farfar till litteraturvetaren Beata Agrell och historikern Wilhelm Agrell, samtliga professorer.
Agrell ligger begravd på Norra kyrkogården i Lund.

### Diktsamlingar
- Arabesker : dikter. Stockholm: Ljus. 1903. Libris 476366
- Solitudo : dikter. Stockholm: Bonnier. 1905. Libris 476367
- Hundra och en sonett / med vignetter av Sigge Bergström. Stockholm: Bonnier. 1906. Libris 785937
- Den dolda örtagården : dikter / [vignetter af Sigge Bergström]. Stockholm: Bonnier. 1908. Libris 476369
- Purpurhjärtat : dikter / [vignetter af Gösta Adrian-Nilsson]. Stockholm: Bonnier. 1909. Libris 476364
- Antika kaméer och andra dikter. Stockholm: Bonnier. 1912. Libris 478857
- Carl XII : dikt  : (sjungen i Lunds universitets aula på 200-års-dagen af den 30 nov. 1718). Lund. 1918. Libris 2533243
- Prolog vid Vetenskapssocietetens i Lund första högtidssammanträde den 4 december 1920. Lund: Berlingska boktr. 1920. Libris 1648814
- Tal till de unge promoti i Lund 1929. Lund: Berling. 1929. Libris 1314712
- Valda dikter : 1901-1930. Stockholm: Bonnier. 1931. Libris 476363. https://runeberg.org/sigagval/

### Viktigarefilologiskaarbeten
- Aspektänderung und Aktionsartbildung beim polnischen Zeitworte : Ein Beitrag zum Studium der indogermanischen Präverbia und ihrer Bedeutungsfunktionen. Lunds universitets årsskrift. Första avdelningen, Teologi, juridik och humanistiska ämnen, 99-0507131-8 ; 4:2. Lund. 1908. Libris 489461
- Intonation und Auslaut im Slavischen. Archives d'études orientales, 99-1264913-3 ; 7. Upsala: s.n. 1913. Libris 1319783
- Zur slavischen Lautlehre. Lunds universitets årsskrift. Första avdelningen, Teologi, juridik och humanistiska ämnen, 99-0507131-8 ; 11:4. Lund: Gleerup. 1915. Libris 1741724
- Slavische Lautstudien. Lunds universitets årsskrift. Första avdelningen, Teologi, juridik och humanistiska ämnen, 99-0507131-8 ; 12:3. Lund: Gleerup. 1917. Libris 1741730

### Viktigarerunologiskaarbeten
- Runornas talmystik och dess antika förebild. Skrifter / utgivna av Vetenskapssocieteten i Lund, 0347-1772 ; 6. Lund: Gleerup. 1927. Libris 8218710. https://runeberg.org/talmystik/
  -  Faksimilupplaga. Stockholm: Psychick Release PCP. 1990. Libris 7768758. ISBN 91-88072-00-2
- Rökstenens chiffergåtor och andra runologiska problem. Årsberättelse / Kungl. Humanistiska vetenskapssamfundet i Lund, 0281-272X ; 1929/30:3. Lund: Gleerup. 1930. Libris 1693305. https://runeberg.org/rokstenen/
  -  Faksimilupplaga. Stockholm: Psychick Release PCP. 1990. Libris 7768760. ISBN 91-88072-03-7
- Senantik mysteriereligion och nordisk runmagi : en inledning i den nutida runologiens grundproblem. Stockholm: Bonnier. 1931. Libris 8197931
- Lapptrummor och runmagi : tvenne kapitel ur trolldomsväsendets historia. Lund: Gleerup. 1934. Libris 517956. https://runeberg.org/lapptrumm/
- Die Pergamenische Zauberscheibe und das Tarockspiel. K. Humanistiska vetenskapssamfundets i Lund årsberättelse 1935/36:4. Lund: Gleerup. 1936. Libris 2533246
- Die Herkunft der Runenschrift. Årsberättelse / Kungl. Humanistiska vetenskapssamfundet i Lund, 0281-272X ; 1937/38:4. Lund: Berlingska. 1938. Libris 2533245

### Redaktörskap
- Slaviska myter och sagor : med kulturhistorisk inledning av Sigurd Agrell. Myter och sagor, 99-0786040-9 ; 9. Stockholm: Natur och kultur. 1929. Libris 664365